# أنطون زخورة

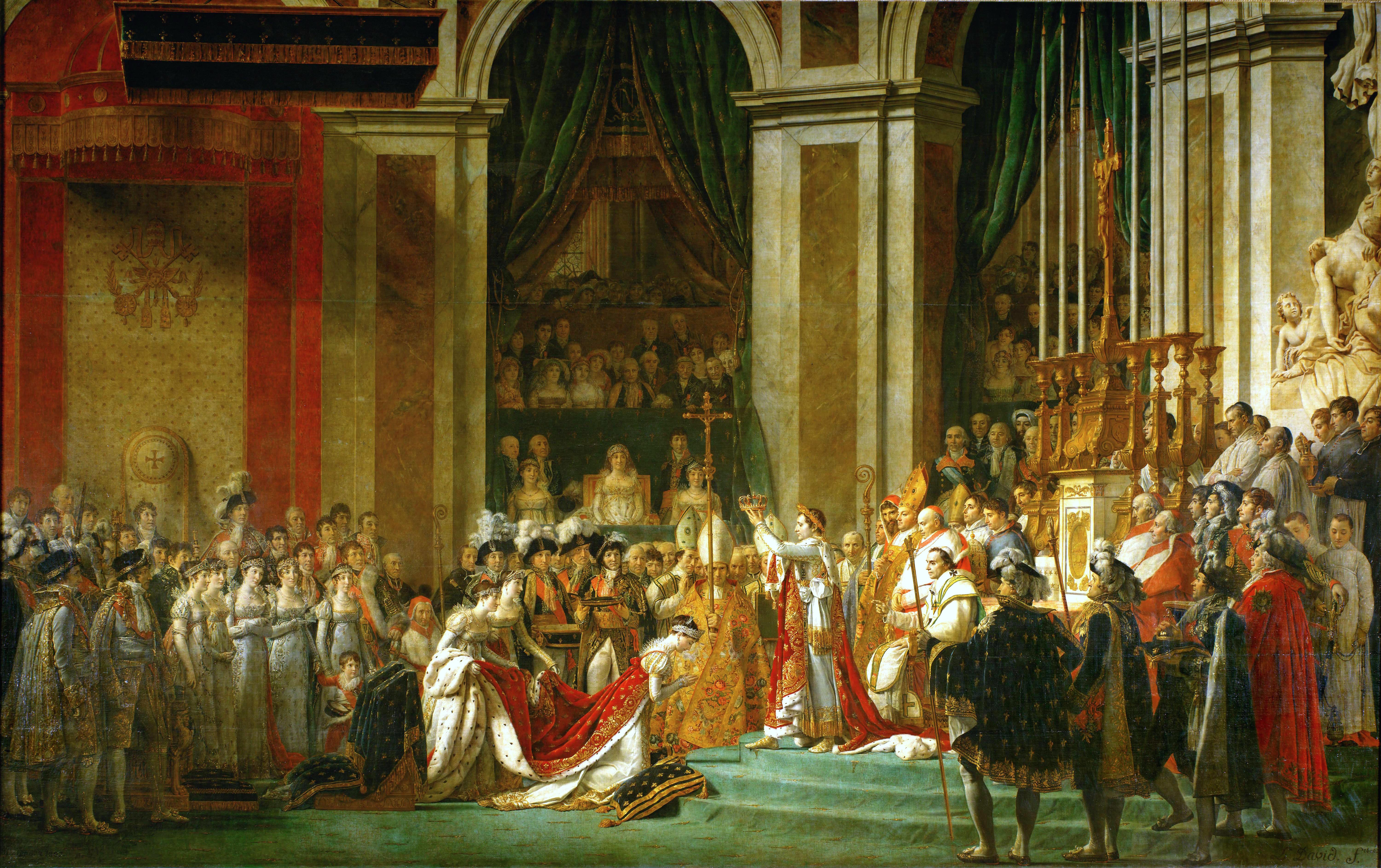
«تتويج نابليون» لجاك لوي دافيد - يظهر القبطي في الخلفية وهي يرتدي قلنسوة حمراء.

أنطون زخّورة (1171 - 1247 هـ / 1759 - 1831 م) المعروف أيضا بـ القَسّ رافاييل والأب رافاييل وروفائيل زخورة ورافائيل أنطوان زخور وروفائيل دي موناكيس هو مصري من أصل سوري ملكاني التحق بالفرنسيين أثناء حملتهم على مصر (1798 - 1801 م).
رحل لقبطي مع الفرنسيين حين ارتحلوا عن مصر في آب/أغسطس 1801 م. وأصدر نابليون أمراً في 1803 م بإنشاء كرسيّ ثانٍ للغة العربية في مدرسة اللغات الشرقية الحية بباريس وتعيين القبطي في هذا الكرسي. وكان الكرسي الأول يشغله سيلفستر دي ساسي الذي حرص على تدريس اللغة العربية الفصحى؛ فصار هذا الكرسي الثاني لتدريس اللغة العامية المصرية.
وكان زخورة العضو الشرقي الوحيد في المجمع العلمي الذي أنشأه نابليون في القاهرة.

## آثاره
له من الآثار:
- «قاموس طلياني عربي».

### ترجمة عن الفرنسية
- «قانون الصباغة» في صباغة الحرير، لماكير Macquer
- «تنبيه فيما يخص داء الجدري» لديجانيت Desgenettes

### ترجمة عن الإيطالية
- «الأمير في علم التاريخ والسياسة والتدبير» لمكيافيلي ، ترجمه بأمر محمد علي.[4]